# Diclidurus
Diclidurus és un gènere de ratpenats de la família dels embal·lonúrids que es troba a Sud-amèrica i, de vegades també, a Centreamèrica.

## Descripció
Es diferencien de la resta d'embal·lonúrids per tenir el pelatge de color blanc.

## Taxonomia
Subgènere Depanycteris
- Ratpenat blanc petit (Diclidurus isabellus)

Subgènere Diclidurus
- Ratpenat blanc de palmera (Diclidurus albus)
- Ratpenat blanc gros (Diclidurus ingens)
- Ratpenat blanc de bosc (Diclidurus scutatus)